# The Way I Talk
«The Way I Talk» — песня американского кантри-певца Моргана Уоллена. Она была выпущена 12 сентября 2016 года лейблом Big Loud в качестве дебютного и ведущего сингла из дебютного студийного альбома Уоллена If I Know Me. Песню написали Джесси Александр, Бен Хейслип, Чейз Макгилл, а спродюсировал Joey Moi. Песня получила 3-кратный платиновый сертификат от Американской ассоциации звукозаписывающей индустрии (RIAA) и платиновый в Канаде.

## История
Песня была написана Беном Хейслипом, Джесси Александр и Чейзом Макгиллом, но Уоллен почувствовал личную связь с песней, когда услышал ее. Он заявил: «Она о „вещах, которыми я горжусь, и о том, как я живу, и она просто идеально подошла мне“».

## Отзывы
Whiskey Riff дал положительную рецензию на песню, выделив текст «Man it ain’t my fault, I just live the way I talk», заявив, что они «хотели бы, чтобы больше людей жили так же». The Country Note отметил «динамичный вокал Уоллена», заявив, что трек «имеет звук прямо из современного Юга, сочетая элементы как кантри, так и рока».

## Коммерческий успех
Песня «The Way I Talk» достигла пиковых значений 35-го места в Billboard Hot Country Songs, 30-го места в Country Airplay и 50-го места в Canada Country. Это стало первым попаданием Уоллена в каждый из чартов. Альбом получил золотой сертификат Music Canada.

## Музыкальное видео
Музыкальное видео было снято режиссёром TK McKamy, премьера состоялась 6 апреля 2017 года. В клипе Уоллен и его друзья занимаются различными видами деятельности, например, гоняются за цыплятами или боксируют для развлечения.

## Чарты
| Чарт (2016—2017)                  | Высшая позиция |
| --------------------------------- | -------------- |
| Канада (Billboard Country)        | 50             |
| США (Billboard Country Airplay)   | 30             |
| США (Billboard Hot Country Songs) | 35             |

| Чарт (2017)                      | Позиция |
| -------------------------------- | ------- |
| US Hot Country Songs (Billboard) | 79      |

## Сертификации
| Регион                                                                      | Сертификация  | Продажи   |
| --------------------------------------------------------------------------- | ------------- | --------- |
| Канада (Music Canada)                                                       | Платиновый    | 80 000    |
| США (RIAA)                                                                  | 3× Платиновый | 3 000 000 |
| Данные о продажах + прослушиваниях приведены только на основе сертификации. |               |           |